# Урбанский, Александр Игоревич
Александр Игоревич Урба́нский (родился 3 января 1982 года) — украинский политический и общественный деятель, предприниматель. Президент Благотворительного фонда Урбанского «Придунавье», коммерческий директор ООО «Судоремонтное предприятие „Дунайсудосервис“», Народный депутат Украины 8-го созыва (с ноября 2014 г.), избран в 143 избирательном округе, беспартийный, субъект выдвижения — «Сильная Украина». С 4 декабря 2020 года — депутат Одесского областного совета VIII созыва от политической партии «За Майбутнє». 24 декабря 2020 года избран заместителем председателя Одесского областного совета.

## Биография
Отец — Игорь Урбанский, директор компании «Каалбай Групп» (Kaalbye Group), работающей в сфере морских перевозок, бывший заместитель министра транспорта и связи Украины (2007—2009 гг.).
Александр Урбанский окончил среднюю школу № 121 (Одесса, 1988—1998 гг.). В 1998—2000 гг. учился в Bedford Bording School, г. Бэдфорд, Великобритания. С 2000 по 2003 год учился в Плимутском университете (Plymouth University), Плимут, Великобритания. Факультет — Управление морским транспортом и морское право. Специальность — «морской юрист». Получил диплом бакалавра с отличием.
На протяжении 2003—2005 годов учился в магистратуре Московского государственного института международных отношений, получил диплом магистра. Факультет — Международного бизнеса и делового администрирования. С 2011 года обучается в Institute Of Chartered Shipbrokers, Великобритания. Заочное образование в Британском университете. Факультет фрахтования. Специальность после окончания — брокер по фрахтованию.
Уже в 23-летнем возрасте стал советником Министра экономики по вопросам транспорта (2005—2006); потом — заместителем председателя Совета директоров ООО «Морской Бизнес Центр» по техническим вопросам (2006—2008), заместитель директора Одесского филиала АКБ «Восточно-Европейский банк» (2008—2009). Работал в компании «Каалбай», принадлежащей отцу, заместитель директора ООО «Каалбай Логистикс» (2010—2012), заместитель директора ООО «Южный-Сенат» (2013), директор ООО «Судоремонтное предприятие „Дунайсудосервис“» (Измаил).

## Общественно-политическая деятельность
Победил на выборах в Верховную Раду 2014 в 143 избирательном округе (г. Измаил, Измаильский район, Ренийский район, часть Болградского района), получив 30,64 % голосов «за». Ближайший соперник, Александр Дубовой, получил 24,78 % голосов.
В 2019 году участия в выборах в Верховную Раду 2019 не принимал. Зато баллотировался его старший брат — Анатолий Урбанский, одержавший победу и ставший представителем 143 избирательного округа в парламенте IX созыва.
В 2020 году на местных выборах избран депутатом Одесского областного совета от политической партии «За Майбутнє».

## Личная жизнь
Проживает в Одессе. Женат, имеет двоих детей — сына и дочь.
Старший брат — Анатолий Урбанский.